# 北美乔柏
北美乔柏（学名：Thuja plicata），（俗稱：西部側柏、大側柏、北美喬柏、美檜、北美紅檜、香杉、西洋杉、美國檜木），为柏科崖柏属的植物。分布在北美西部，目前已有商業人造林。
种名 plicata 意为“有褶皱的”。